# سقوط (فیلم 2017)
سقوط (به اوکراینی: Стрімголов) یک فیلم درام روان‌شناختی محصول سال ۲۰۱۷ اوکراین به کارگردانی مارینا استپانسکایا است. این فیلم در رقابت اصلی پنجاه و دومین جشنواره بین‌المللی فیلم کارلووی واری و رقابت ملی هشتمین جشنواره بین‌المللی فیلم اودسا شرکت کرد.
در اوت ۲۰۱۷، این فیلم به نمایندگی کشور اوکراین برای نودمین جشنواره جوایز اسکار در بخش «بهترین فیلم بلند بین المللی» شرکت کرد.

## خلاصه داستان
آنتون، یک اعجوبه موسیقی ۲۷ ساله که سابقه تحصیل در کشور سوئیس دارد پس از شش ماه درمان اعتیاد به الکل به خانه اش در کی‌یف کنونی بازمی‌گردد. پدربزرگش، مردی با اصول سختگیرانه، وی را به دور از جذابیت‌های شهر به دهکده کوچک می‌برد. یک روز آنتون با کاتیا آشنا می‌شود که مانند او در تلاش است تا راه خود را در زندگی پیدا کند. او قرار است به زودی به همراه دوست پسرش یوهان، عکاس آلمانی که در جریان رویدادهای میدان با او آشنا شده، به برلین سفر کند. با این حال، ملاقات او با آنتون انگیزه جدیدی به زندگی او می‌بخشد و تأثیر عمیقی بر هر دوی آنها می‌گذارد …